# Urška Djukić
Urška Djukić, slovenska filmska režiserka in scenaristka, * 1986, Ljubljana.
Odraščala je v Medvodah. Njen oče Dragan Djukić je občinski svetnik občine Medvode neprekinjeno že od leta 1994 in tako občinski svetnik z najdaljšim stažem.
Študirala je na akademiji za umetnost Univerze v Novi Gorici. Leta 2016 je za kratki igrano-animirani film Dober tek, življenje! prejela nagrado vesna za najboljši kratki film na 19. Festivalu slovenskega filma. Leta 2019 je režirala kratki film The right one, ki je bil premierno prikazan na Filmskem festivalu v Cannesu, leta 2021 pa v slovensko-francoski koprodukciji s sorežiserko Émilie Pigeard kratki animirano-dokumentarni film Babičino seksualno življenje, ki je bil nagrajen z evropsko filmsko nagrado za najboljši kratki film in cezarjem za najboljši animirani kratki film.